# 일월성신과 천지신명
일월성신(日月星辰)과 천지신명(天地神明)은 한국 고유의 민속신앙, 무교에서 모시는 신령이다.
일월성신은 해의 신(日神)과 달의 신(月神)의 한 쌍과 별의 신(星辰, 뜻은 “많은 별”)이며, 천지신명은 하늘의 신(天神)과 땅의 신(地神)의 한 쌍이다. 이들은 옥황천존과 함께 인간의 문제를 풀어 준다고 하는 무의 신령이다.
문학 작품에서는 일월성신이나 해의 신, 달의 신이 천지신명을 가리키거나 대신하거나, 반대로 천지신명이나 하늘의 신이나 땅의 신이 일월성신을 가리키거나 대신하기도 한다.

## 일월성신
궂은 것을 기피하고 양달진 것을 찾는 마음이 지상에서 멀리 떨어져 있는 일월성신에 투사되어 그것들이 신앙의 대상이 된다. 일월성신은 '둥근 해를 품에 품어 성종의 어머니 한씨가 성종을 잉태하였다'는 기록에 보이는 바와 같이 수태하는 주력(呪力)을 갖고 있으며, 무경(巫經)에서는 일월성신의 빛을 간직한 사람은 목숨을 연장시키거나 연중(年中)에 하는 일에 실패를 보지 않는다. 무당은 일월명도(日月明圖)란 신경(神鏡)을 갖고 있는데 태아의 이목구비를 그 거울로써 조정하여 바르게 한다. 아이가 이목구비를 제대로 갖추지 못한 것은 일월명도의 신경이 잘못 비쳤기 때문이다. 따라서 잘못된 이목구비는 일월성신 중의 별성신(別星神)에게 부탁하여 그 들고 있는 신경을 다시 비춰 주면 조정된다. 그것을 빌기 위해서 새벽 해가 뜨기 전에 하늘 별을 향해서 정화수를 떠놓고 경배한다. 그리고 아들의 장수(長壽)를 위해서 어머니는 신장(神將)에게 '일월성신 소림(昭臨)하여 연년(延年) 익수다호년(益壽多好年)'이라고 말하면서 빈다. 일월(日月)은 성신(聖神)인데 모두 남자이며, 일신(日神)의 비(妃)를 일아지씨(日阿只氏), 월신의 비를 월아지씨(月阿只氏)라고 부른다. 신라 제8대 아달라왕(阿達羅王) 때 동해에 연오랑(延烏郞)·세오녀(細烏女)의 부부가 있었는데 일(日)의 정(精)과 월(月)의 정이었다. 이들이 없으면 세계는 암흑이 되었다. 또 햇빛은 수태(受胎)하게 하는 힘을 가졌다. 고구려의 유화(柳花)라는 여인은 방에 갇힌 몸인데도 햇빛이 들어와서 여인이 피하면 피하는 곳을 따라가 비추면서 그 여인으로 하여금 잉태케 하여 알을 낳게 하였는데 그 알 속에서 주몽(朱夢)이라는 활을 잘 쏘는 아이가 출생하였다. 강원도의 옛 풍속에 후산(後産)이 없을 때는 콩(大豆) 한 알을 두 개로 잘라 한 쪽에 일(日)자를 쓰고 또 한 쪽에 월(月)자를 쓴 다음 그 콩을 산부(産婦)에게 먹이면 후산을 한다는 것이 있었다. 이것은 일월의 결합에 의해서 주력(呪力)을 전도(傳導)하는 행위라고 할 것이다. 고려조는 태일성(太一星)·토요성(土曜星)·남북두성과 12궁성(十二宮星)에 초제(醮祭)를 올렸다. 이와 같이 별은 사람의 운명과 직결되어 있다고 믿어졌다.

## 같이 보기
- 정읍사 - 정읍사의 “달”은 “달의 신”으로 천지신명을 가리키고 있다.

## 참고 문헌
- 이 문서에는 다음커뮤니케이션(현 카카오)에서 GFDL 또는 CC-SA 라이선스로 배포한 글로벌 세계대백과사전의 "숭배" 항목을 기초로 작성된 글이 포함되어 있습니다.